# آدام گئورگی‌یو
آدام گئورگی‌یِو (چکی: Adam Georgiev؛ زادهٔ ۴ ژوئیهٔ ۱۹۸۰) شاعر و نویسنده نثر اهل کشور جمهوری چک است. او بیشتر به عنوان نویسندهٔ ادبیات همجنسگرایانه شناخته می‌شود. او در سال ۲۰۱۰ توسط تلویزیون چک به عنوان پرفروش‌ترین نویسنده همجنس‌گرا در کشور گزارش شد.